# Харківський національний університет міського господарства імені О. М. Бекетова
Харківський національний університет міського господарства імені О. М. Бекетова  (до 2013 р. — Харківська національна академія міського господарства) — державний заклад вищої освіти IV рівня акредитації, підпорядкований Міністерству освіти і науки України, розташований у Харкові. Загальна площа споруд універистету перевищує 120 000 м². Навчальний заклад має музейний комплекс, спортивний комплекс площею 6000 м², лижно-спортивну базу.

## Історія
Навчальний заклад засновано 1922 р. як Всеукраїнський технікум комунального господарства (ВТКГ). Із 1924 р. — факультет комунального господарства Вечірнього робочого технікуму народного господарства (ВРТНГ), з 1929 р. — комунальний факультет Харківського інституту народного господарства. З 1930 р. — Харківський інститут комунального господарства (ХІКГ), а з 1935 р. — Харківський навчальний комбінат комунального господарства (ХУККГ), у складі якого — Харківський інститут комунального господарства (ХІКГ) і технікум зеленого будівництва (ТЗБ). У 1938 р. ХІКГ перейменовано в Харківський інститут комунального будівництва (ХІКБ), а в 1939 р. — у Харківський інститут інженерів комунального будівництва (ХІІКБ). 1941 р. було ліквідовано ХУККГ, Харківський інститут інженерів комунального будівництва та технікум зеленого будівництва були виділені в окремі навчальні заклади. 1989 р. Харківський інститут інженерів комунального будівництва перейменовано в Харківський інститут інженерів міського господарства (ХІІМГ), 1994 р. — у Харківську державну академію міського господарства (ХДАМГ). 2003 р. академія отримала статус національної.
19 липня 2008 р. академія підписала Будапештську ініціативу «Відкритий доступ» і стала її 436-ю організацією-учасницею.

### Російсько-українська війна

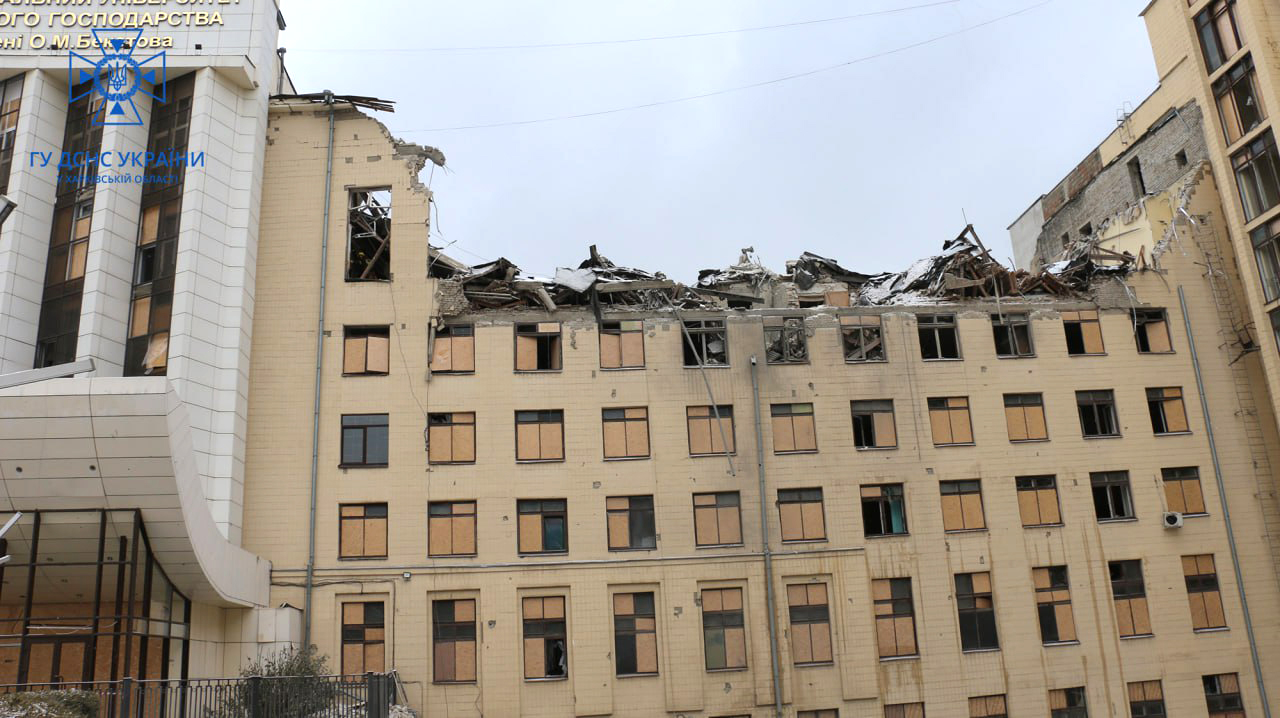
Головний корпус після російського ракетного удару 5 лютого 2023

Під час російського вторгнення в Україну 20 червня 2022 року ракетним ударом був зруйнований житлово-комунальний коледж університету. 23 липня снаряд із гармати розірвався у дворі головного корпусу, вибивши вікна і пошкодивши пам'ятник Бекетову. Станом на січень 2023 року 13 російськими ударами були пошкоджені 16 із 21 корпуса і всі 10 гуртожитків університету, один із яких був зруйнований. 5 лютого 2023 року новим ударом (за попередніми даними, ракетою від ЗРК С-300) був частково зруйнований головний корпус та пошкоджені архітектурний, адміністративний і музейний корпус.

## Відомі випускники
- Веклич Володимир Пилипович (1938—1993)[7][8] — винахідник[9] тролейбусного поїзду[10][11], ініціатор[12][13] будівництва[14] першої в СРСР київської лінії швидкісного трамвая, доктор технічних наук, директор Науково-дослідного та конструкторсько-технологічного інституту міського господарства[15].
- Маяк Ганна Степанівна — українська ландшафтна архітекторка.

## Відомі викладачі
- Лінецький Олександр Васильович — викладач Харківського інституту інженерів комунального будівництва (1938—1947 рр.).

- Малозьомов Іван Іванович — викладач Харківського художнього інституту, Харківського інституту комунального господарства (1928—1936 рр.).
- Антонов Віктор Леонідович — завідувач кафедри «Проблем архітектури міського середовища».
- Колосов Анатолій Іванович — професор кафедри вищої математики ХДАМГ (1994 р.), член докторської ради із захисту дисертацій (1994 р.), заслужений професор ХДАМГ (2002 р.).
- Петченко Олександр Матвійович — доктор фізико-математичних наук (1992 р.), професор кафедри фізики ХІІМГ (1993 р.), завідувач кафедри фізики ХДАМГ (2000 р.), заслужений професор ХНУМГ ім. О. М. Бекетова (2016 р.).
- Говоров Пилип Парамонович — професор кафедри світлотехніки та джерел світла ХНУМГ ім. О. М. Бекетова.
- Стольберг Фелікс Володимирович — завідувач кафедри інженерної екології міст ХНУМГ ім. О. М. Бекетова (з 1992 р.).
- Бутенко Юрій Ілліч — ректор Харківського інституту інженерів комунального будівництва (ХІІКБ, 1962—1975 рр.).
- Маляренко Віталій Андрійович — завідувач кафедри електропостачання міст ХНУМГ ім. О. М. Бекетова (2010—2015 рр.), лауреат Державної премії України в галузі науки і техніки (2012 р.), Заслужений діяч науки і техніки України (2009 р.), професор кафедри систем електропостачання та електроспоживання міст ХНУМГ ім. О. М. Бекетова (із вересня 2015 р.)
- Жванко Любов Миколаївна — доктор історичних наук (2013 р.), професор (2015 р.), директор Українсько-польського культурно-освітнього центру ХНУМГ ім. О. М. Бекетова (2014 р.), член Міжнародної асоціації гуманітаріїв (2012 р.).
- Шутенко Леонід Миколайович — ректор ХІІКБ—ХНАМГ (1976—2011 рр.) (нині — ХНУМГ ім. О. М. Бекетова).
- Кондращенко Олена Володимирівна — завідувач кафедри технології будівельного виробництва та будівельних матеріалів ХНУМГ ім. О. М. Бекетова.
- Намітоков Кемаль Кадирович — заслужений професор ХНУМГ ім. О. М. Бекетова (1998 р.).
- Кадець Михайло Йосипович — завідувач (1965—1992 рр.), професор кафедри вищої математики ХІІКБ—ХНАМГ, доктор фізико-математичних наук, професор, Заслужений діяч науки і техніки України, Лауреат Державної премії України в галузі науки і техніки.

## Керівництво
- Ректор — Білецький Ігор Васильович, доктор економічних наук, кандидат технічних наук, професор кафедри Автоматизації та комп'ютерно-інтегрованих технологій, головний науковий співробітник НДЧ, старший дослідник зі спеціальності 151 «Автоматизація та комп'ютерно-інтегровані технології», заслужений професор ХНУМГ ім. О. М. Бекетова, академік Інженерної академії України, дійсний член Академії будівництва України. Має нагороди: Почесна грамота Кабінету Міністрів України, Почесний працівник будівництва та архітектури, Почесна відзнака «Слобожанська слава», інші відомчі нагороди та відзнаки[16].

- Голова Вченої ради — Бабаєв Володимир Миколайович, доктор наук з державного управління, професор, академік Міжнародної інженерної академії, Заслужений будівельник України, Лауреат Державної премії України в галузі архітектури, Лауреат Державної премії України в галузі науки і техніки. Почесний громадянин міста Харкова. Має нагороди: Орден «За заслуги» I, II, III ступеня; інші нагороди та відзнаки громадських і міжнародних організацій[16][17][18][19][20][21][22][23].

- Проректор з науково-педагогічної роботи — Воронько Віталій Володимирович, доктор технічних наук, професор, академік Національної академії наук вищої освіти України[16].

- Проректор з адміністративно-господарської роботи — Романенко Сергій Вікторович, заслужений працівник ХНУМГ ім. О. М. Бекетова. Має нагороди: Почесна грамота Міністерства освіти і науки України, Почесна грамота Харківської обласної державної адміністрації, Грамота Харківської обласної ради, Почесна грамота виконкому Харківської міської ради[16].

- Проректор з наукової роботи — Сухонос Марія Костянтинівна, доктор технічних наук, професор, член-кореспондент НАН України, академік Інженерної академії України, Лауреат Державної премії України в галузі науки і техніки. Має нагороди: Дипломант IV обласного конкурсу «Найкращий молодий науковець Харківщини — 2009», Грамота Департаменту освіти і науки Харківської обласної державної адміністрації, Почесна грамота Харківської обласної ради, Дипломант ХVІ обласного конкурсу «Вища школа Харківщини — кращі імена» у номінації «Молодий науковець», Подяка Харківського міського Голови, Премія Верховної Ради України найталановитішим молодим ученим у галузі фундаментальних і прикладних досліджень та науково-технічних розробок[16].

- Проректор з науково-педагогічної роботи — Ватуля Гліб Леонідович, доктор технічних наук, професор, академік Академії будівництва України та Транспортної академії України. Має нагороди: Нагрудний знак Міністерства освіти і науки України «Відмінник освіти», інші відомчі нагороди та відзнаки[16].

- Проректор з науково-педагогічної роботи — Малиніна Тетяна Василівна, доктор філософії зі спеціальності 032 «Історія та археологія». Має нагороди: Почесна грамота Харківської обласної державної адміністрації, Подяка Харківського міського голови, Відзнака «25 років Незалежності України», Грамота Міністерства освіти і науки України, Звання «Заслужений працівник освіти України», Нагрудний знак МОН України «Відмінник освіти»[16].

## Навчально-наукові інститути
Складові університету:
- Навчально-науковий інститут Архітектури, містобудування та дизайну
  - Кафедра архітектури будівель і споруд
  - Кафедра дизайну та інтер'єру
  - Кафедра дизайну та 3D моделювання
  - Кафедра інноваційних технологій у дизайні архітектурного середовища
  - Кафедра ландшафтного проєктування та садово-паркового мистецтва
  - Кафедра образотворчого мистецтва та дизайну
  - Кафедра основ архітектурного проєктування
  - Кафедра реконструкції та реставрації архітектурних об'єктів
  - Кафедра урбаністики та містобудування
  - Кафедра цифрового моделювання та графіки
- Навчально-науковий інститут Будівництва та цивільної інженерії
  - Кафедра будівельних конструкцій
  - Кафедра будівельного проєктування
  - Кафедра вищої математики і математичного моделювання
  - Кафедра водопостачання, водовідведення і очищення вод
  - Кафедра геотехніки, підземних споруд та гідротехнічного будівництва
  - Кафедра земельного адміністрування і геоінформаційних систем
  - Кафедра інженерної екології міст
  - Кафедра матеріалознавства та інженерії композитних конструкцій
  - Кафедра міського будівництва
  - Кафедра охорони праці та безпеки життєдіяльності
  - Кафедра теоретичної і будівельної механіки
  - Кафедра теплогазопостачання і вентиляції
  - Кафедра технології та організації будівельного виробництва
- Навчально-науковий інститут Економіки і менеджменту
  - Кафедра економічної теорії та міжнародної економіки
  - Кафедра економіки та маркетингу
  - Кафедра іноземної філології та перекладу
  - Кафедра менеджменту і публічного адміністрування
  - Кафедра підприємництва та бізнес-адміністрування
  - Кафедра туризму і готельного господарства
  - Кафедра управління проектами в міському господарстві і будівництві
  - Кафедра фінансів, обліку та безпеки бізнесу

- Навчально-науковий інститут Енергетичної, інформаційної та транспортної інфраструктури
  - Кафедра автоматизації та комп'ютерно-інтегрованих технологій
  - Кафедра альтернативної електроенергетики та електротехніки
  - Кафедра електричного транспорту
  - Кафедра комп'ютерних наук та інформаційних технологій
  - Кафедра нафтогазової інженерії і технологій
  - Кафедра світлотехніки і джерел світла
  - Кафедра систем електропостачання та електроспоживання міст
  - Кафедра транспортних систем і логістики
  - Кафедра фізики
  - Кафедра хімії та інтегрованих технологій
- Навчально-науковий інститут Міжнародної освіти та гуманітарних наук
  - Кафедра базової мовної та загальнонаукової підготовки іноземних громадян
  - Кафедра історії і культурології
  - Кафедра психології, педагогіки і мовної підготовки
- Навчально-науковий інститут Підготовки кадрів вищої кваліфікації
  - Кафедра патентознавства та основ правозастосовної діяльності
  - Кафедра фізичного виховання і спорту
  - Кафедра філософії і політології

## Центри
- Гендерний центр
- Міжнародний центр екологічної стійкості «Екоосвіта»
- Науково-виробничий центр «Оцінка, землеустрій та кадастр»
- Центр доуніверситетської освіти і кар'єри
- Центр міжнародної діяльності та освіти
- Центр підвищення кваліфікації та перепідготовки кадрів
- Центр регіонального розвитку
- Центр розвитку для дітей ХНУМГ ім. О. М. Бекетова
- Центр розвитку університету
- Центр стратегічної аналітики та антикорупційного менеджменту
- Центр трансферу технологій «Мегаполіс»
- Культурно-освітній центр «Інститут Конфуція»
- Лівансько-Український культурно-освітній центр
- Українсько-Азіатський культурно-освітній центр
- Українсько-Арабський культурно-освітній центр
- Українсько-Канадський культурно-освітній центр
- Українсько-Польський культурно-освітній центр
- Українсько-Турецький культурно-освітній центр
- Чеський мовно-культурний центр
- Бізнес-інкубатор для студентів

### Житлово-комунальний технікум
Сайт Житлово-комунального технікуму Харківського національного університету міського господарства

### Електромеханічний технікум
Сайт Електромеханічного технікуму Харківського національного університету міського господарства

### Ліцей
|  | Наш девіз навчатися, Прагнути до мрії. До цього має кожен хист, Будь сміливим, ліцеїст! Із гімну ліцею |

1995—1996 н. р. став першим роком навчання для 82 учнів 9-10-х класів Харківського ліцею міського господарства. З 1997 р. відкрито філію ліцею на базі Нововодолазької загальноосвітньої школи № 2.
У ліцеї запроваджено фізико-математичний профіль. У 2002 р. створено наукове товаристо ліцеїстів.
| Навчальний рік | Участь у конференціях довишівської та студентської молоді | Робота в МАН | Переможці Всеукраїнських учнівських олімпіад, ІІ етап | Переможці Всеукраїнських учнівських олімпіад, III етап |
| -------------- | --------------------------------------------------------- | ------------ | ----------------------------------------------------- | ------------------------------------------------------ |
| 2002—2003      | 32                                                        | -            | 13                                                    | -                                                      |
| 2003—2004      | 53                                                        | 7            | 26                                                    | 3                                                      |
| 2004—2005      | 58                                                        | 12           | 31                                                    | -                                                      |
| 2005—2006      | 32                                                        | 17           | 26                                                    | -                                                      |
| 2006—2007      | 34                                                        | 10           | 15                                                    | 1                                                      |
| 2007—2008      | 38                                                        | 15           | 21                                                    | 1                                                      |

Всі випускники 2007—2008 н.р. стали студентами вищих навчальних закладів.
Навчально-виховний процес у ліцеї забезпечують кадровий склад:
- Заслужений вчитель України — 1;
- відмінників освіти — 3;
- професорів — 4;
- докторів і кандидатів наук — 8;
- учителів-методистів — 5;
- старших учителів — 1;
- спеціалістів вищої категорії — 13;
- спеціалістів І категорії — 8.

### Музейний комплекс
Сайт Музейного комплексу
У 2001 р. музей академії отримав статус музейного комплексу. До його структури увійшли декілька самостійних музеїв:
- музей історії академії, заснований у 1967 р.;
- музей академіка архітектури О. М. Бекетова, заснований у 1990 р.;
- музей українського письменника С. В. Піліпенка, заснований у 1996 р.;
- виставка скульптур «Поезія в бронзі» Міртали Пилипенко, заснована у 1996 р.;
- краєзнавча виставка «Старий Харків», заснована у 1994 р.;
- виставковий художній зал «Вернісаж», заснований у 1994 р.;
- художня галерея сучасного образотворчого мистецтва Слобожанщини, заснована у 2003 р.

## Бібліотека
Бібліотека Харківського національного університету міського господарства імені О. М. Бекетова — навчальний, інформаційний та культурно-просвітницький підрозділ вишу.
Історія становлення і розвитку бібліотеки нерозривно пов'язана з історією університету. Від дня заснування (1930 р.) інституту бібліотека виконує основну функцію — забезпечення повного, якісного і оперативного бібліотечно-бібліографічного та інформаційного обслуговування студентів, аспірантів, наукових і науково-педагогічних працівників, співробітників університету згідно з їх інформаційними запитами на основі широкого доступу до бібліотечних та інформаційних ресурсів.
Як структурний підрозділ університету, бібліотека формує основні фонди відповідно до навчальних планів, програм і тематики наукових досліджень вишу.

## Спеціалізовані вчені ради
Спеціалізовані вчені ради ХНУМГ ім. О. М. Бекетова на здобуття ступеня кандидата / доктора наук:
- Д 64.089.01 (08.00.04 — економіка та управління підприємствами (за видами економічної діяльності); 08.00.05 — розвиток продуктивних сил і регіональна економіка);
- Д 64.089.03 (05.01.04 — ергономіка; 05.22.01 — транспортні системи; 05.22.09 — електротранспорт);
- Д 64.089.04 (05.13.06 — інформаційні технології; 05.13.22 — управління проектами і програмами);
- Д 64.089.07 (05.23.01 — будівельні конструкції, будівлі та споруди; 05.23.05 — будівельні матеріали та вироби; 05.23.08 — технологія та організація промислового та цивільного будівництва).